# Rhabdodendron
Rhabdodendron, manji biljni rod grmlja i manjeg drveća iz tropskih krajeva Južne Amerike, smješten u vlastitu porodicu Rhabdodendraceae. Postoje tri priznate vrste

## Vrste
1. Rhabdodendron amazonicum (Spruce ex Benth.) Huber
2. Rhabdodendron gardnerianum (Benth.) Sandwith
3. Rhabdodendron macrophyllum (Spruce ex Benth.) Huber

## Sinonimi
- Lecostemon Moc. & Sessé ex DC.